# Ruth Kamińska
Ruth Kamińska, także Ruth Turkow, Ruth Rosner (ur. 1919, zm. 23 sierpnia 2005 w Nowym Jorku) – polska aktorka teatralna i filmowa żydowskiego pochodzenia, córka Idy Kamińskiej i Zygmunta Turkowa, wnuczka Ester Rachel Kamińskiej i Abrahama Izaaka Kamińskiego.

## Życiorys
Od wczesnych lat była związana z teatrem. Po wybuchu II wojny światowej, 6 września 1939 roku mieszkanie i teatr jej matki zostały zbombardowane, a sama przez trzy tygodnie przebywała w schronie wraz z rodziną i grupką przyjaciół, m.in. Adolfem Rosnerem, który oświadczył się jej w drugim tygodniu przebywania w bunkrze. W posagu od matki dostała pierścionek oraz puszkę sardynek, które znalazła w ruinach. Po wyjściu ze schronu przez pewien czas wraz z rodziną mieszkała u znajomych.
Kamińska wkrótce z falą mieszkańców opuściła Warszawę i dotarła do Lwowa. Po agresji III Rzeszy na Związek Radziecki, w czerwcu 1941 wyjechała do Równego, a następnie przez Charków i Baku do Frunze, stolicy Kirgistanu. Tam urodziła córkę Erikę, której imię było skrótem od Ester Rachel.
Po zakończeniu wojny Rosnera aresztowano za „zdradę ojczyzny przez nielegalny wyjazd za granicę” oraz za kosmopolityzm. Ruth wraz z córką pozostała przy nim. Po wydaniu wyroku na Rosnera, Kamińską zesłano do miasta Kokczetaw w Kazachstanie, gdzie mogła mieszkać w wolno stojącym domu, ale codziennie musiała meldować się na milicji. Mimo wielu interwencji Idy Kamińskiej, córki nie udawało się ściągnąć do Polski.
W 1956 Ruth z Eriką powróciły do Polski. Od tego czasu zaczęła grać w Teatrze Żydowskim w Warszawie. Po wydarzeniach z marca 1968 wraz z rodziną wyjechała przez Wiedeń do Izraela, skąd pod koniec 1968 przeniosła się do Stanów Zjednoczonych i osiadła w Nowym Jorku, gdzie zmarła w 2005. Jest pochowana na Mount Hebron Cemetery.

## Działalność artystyczna

### Aktorka filmowa
- 1938: Mateczka
- 1937: Weseli biedacy
- 1936: Za grzechy
- 1935: Al Chet

### Aktorka teatralna
- 1967: Matka Courage i jej dzieci
- 1966: Ludzie
- 1964: Zasypać bunkry
- 1963: Bezdomni
- 1963: Serkełe
- 1962: Joszke Muzykant
- 1962: Bar-Kochba
- 1961: Samotny statek
- 1960: Strach i nędza III Rzeszy
- 1958: Drzewa umierają stojąc
- 1958: Glikl Hameln
- 1958: Opera Żyda
- 1958: Kune-Lemł
- 1957: Matka Courage i jej dzieci
- 1957: Dybuk
- 1956: Tewje Mleczarz